# 유신의 추억 - 다카키 마사오의 전성시대
"유신의 추억 - 다카키 마사오의 전성시대"는 한국에서 제작된 총감독 이정황 연출 김무삼.김태균의 2012년 다큐멘터리 영화이다. 백기완.오성태등이 주연으로 출연하였다.

## 출연

### 주연
- 오성태
- 김상현
- 김정은

## 기타
- 조명: 김성주
- 조명: 전남수
- 동시녹음: 여철민
- 동시녹음: 김학천
- -무술감독: 홍광석